# گمینا لوبانگ
گمینا لوبانگ (به لهستانی:  Gmina Lubań) یک گمینا در لهستان است که در شهرستان لوبانگ واقع شده‌است. گمینا لوبانگ ۱۴۲٫۱۵ کیلومتر مربع مساحت و ۶٬۴۸۲ نفر جمعیت دارد.